# Konik Garbusek (film 1975)
Konik Garbusek (ros. Конёк-Горбунок, Koniok-Gorbunok) – radziecki pełnometrażowy film animowany z 1975 roku w reżyserii Iwana Iwanowa-Wano i Borisa Butakowa na podstawie baśni Piotra Jerszowa o tym samym tytule. Jest to nowsza wersja filmu z 1947 roku. Iwan Iwanow-Wano nakręcił Konika Garbuska w 1975 roku dla uczczenia po raz drugi jubileuszu czterdziestolecia wytwórni Sojuzmultfilm.

## Fabuła
Najmłodszy z trójki braci Wania był powszechnie uważany za głupca. Któregoś dnia ktoś tratował ich pole. W nocy bracia postanowili złapać winowajcę i w ten sposób schwytali Cudownego Rumaka. Dobry Wania wypuszcza jednak zwierzę na wolność. W nagrodę otrzymuje dwa wspaniałe rumaki i Konika Garbuska. Jednak jego starsi bracia dokonują kradzieży pięknych rumaków. Wania wyrusza za nimi, odzyskuje skradzione konie i sprzedaje je carowi. Następnie przy pomocy magicznego Konika Garbuska udaje mu się zdobyć dla cara legendarnego Żar-Ptaka i Cud-Dziewicę. Car chce się z nią ożenić, dlatego też Wania będzie musiał odzyskać pierścień Cud-Dziewicy leżący gdzieś na dnie oceanu oraz sprawdzić skuteczność odmładzającej kąpieli.

## Obsada głosowa
- Marija Winogradowa – Wania
- Swietłana Charłap – Konik Garbusek
- Aleksiej Gribow –
  - car,
  - narrator
- Gieorgij Wicyn –
  - koniuszy,
  - postacie epizodyczne
- Wiera Jeniutina – Cud Dziewczyna
- Anatolij Kubacki – Daniłła
- Roman Filippow –
  - Gawryłła,
  - jeden z carskich łaźników
- Aleksandr Chanow – Wieloryb

## Animatorzy
Jurij Butyrin, Wiktor Szewkow, Nikołaj Fiodorow, Walentin Kusznierow, Władimir Krumin, Wiktor Arsientjew, Rienata Mirienkowa, Oleg Safronow, Marina Rogowa, Aleksandr Panow, Marina Woskanjanc

## Nagrody
- 1975 - Brązowy medal w kategorii najlepszego filmu animowanego dla dzieci na VI Międzynarodowym Festiwalu Filmowym w Teheranie

## Wersja polska

### Pierwsza wersja (1977)
Opracowanie wersji polskiej: Studio Opracowań Filmów w Łodzi

Reżyseria: Grzegorz Sielski

Wystąpili:
- Barbara Marszałek – Wania
- Alicja Krawczykówna – Konik Garbusek
- Jerzy Przybylski – car
- Sławomir Misiurewicz – koniuszy
- Ewa Adamska – Cud Dziewczyna
- Ryszard Dembiński – Daniłła
- Ireneusz Kaskiewicz – Gawryłła
- Marian Wojtczak – Wieloryb
- Ewa Mirowska – Kobyła

Źródło:

### Druga wersja (1997)
Opracowanie wersji polskiej: Telewizyjne Studia Dźwięku

Wystąpili:
- Stefan Każuro – Iwan
- Stanisław Brudny – car
- Ryszard Nawrocki – koniuszy
- Beata Jankowska-Tzimas – Morska Panna
- Andrzej Gawroński –
  - Daniłła (dialogi),
  - obserwator na dachu #1
- Dariusz Odija –
  - Daniłła (śpiew),
  - Wieloryb,
  - mieszkańcy
- Mirosław Zbrojewicz – Gawryłła (dialogi)
- Jarosław Boberek –
  - Gawryłła (śpiew),
  - obserwator na dachu #2,
  - strażnik,
  - sprzedawca chlebów
- Barbara Bursztynowicz – Kobyła
- Włodzimierz Bednarski – Narrator

Lektor: Maciej Gudowski